# Igreja Unida em Papua-Nova Guiné
A Igreja Unida em Papua-Nova Guiné - IUPNG - ( em inglês United Church in Papua New Guinea) é uma igreja unida em Papua-Nova Guiné . Foi formada em 1968, pela fusão de missões da Sociedade Missionária de Londres, Igreja Metodista da Austrália e Igreja Presbiteriana de Aotearoa Nova Zelândia.
A denominação é conhecida pelo desenvolvimento de trabalhos sociais no país.

## História

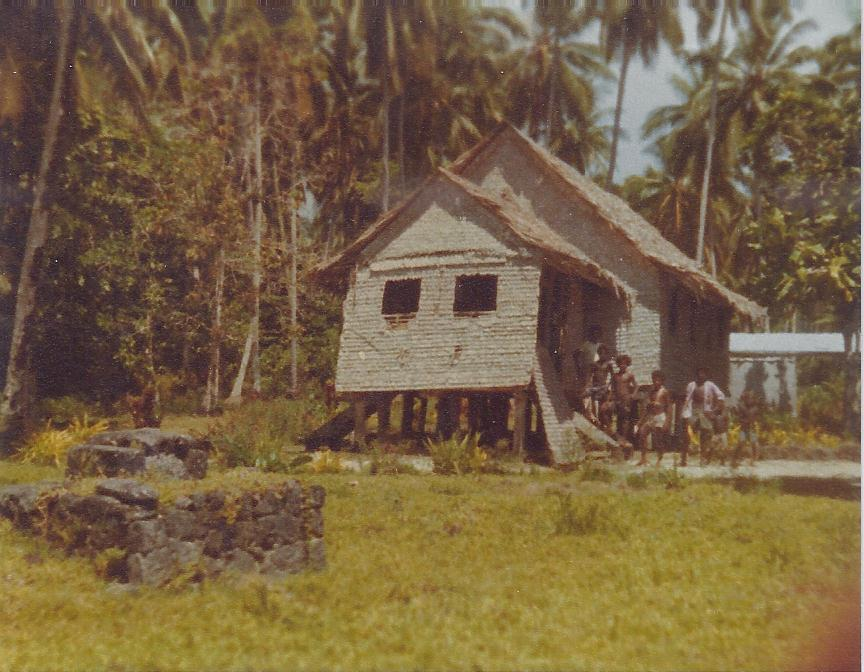
Congregação da Igreja Unida em Papua-Nova Guiné em Bougainville, na década de 1970.

Em 1872, a Sociedade Missionária de Londres (SML) começou o seu trabalho na atual Papua-Nova Guiné. Vários grupos de cristãos das ilhas do Pacífico vieram trabalhar com a missão, que se expandiu por toda a Ilha de Papua. A Igreja Metodista da Austrália (agora Igreja Unida na Austrália), respondeu ao pedido para se juntar ao trabalho pioneiro. A missão metodista era organizada em três áreas independentes, denominadas distritos. Eles se uniram em 1950 no trabalho missionário nas terras altas do sul. 
Em 1962, a (SML), juntamente com a missão da Igreja Presbiteriana de Aotearoa Nova Zelândia e outro corpo missionário, formaram a Papua Ekalesia (PE), então a maior igreja individual na região de Papua. Uma nova união ocorreu em 1968 envolvendo a PE, os metodistas e a Igreja da União de Port Moresby, que juntos estabeleceram a Igreja Unida em Papua Nova Guiné e nas Ilhas Salomão (IUPNGIS). 
Em 1975, a Região Autônoma de Bougainville declarou independência e confrontos políticos impediram a comunicação entre Papua-Nova Guiné e as Ilhas Salomão.
Sendo assim, os líderes da IUPNGIS decidiram que as igrejas nas Ilhas Salomão deveriam formar uma denominação separada e renomearam a denominação em Papua-Nova Guiné para Igreja Unida em Papua-Nova Guiné. Desde então, as igrejas nas Ilhas Salomão foram a Igreja Unida nas Ilhas Salomão.
No Censo de 2000, 11,5% da população do país, ou 566.603 pessoas, era afiliada à Igreja Unida em Papua-Nova Guiné.
Em 2006, a IUPNG tinha 600.000 membros, em 2.600 congregações.
No Censo 2011, 748.961 pessoas, 10,3% dos cidadãos e 8,4% dos não-cidadãos residentes no país, eram afiliadas à denominação.

## Relações inter eclesiásticas
A denominação é membro do Conselho Mundial de Igrejas, e do Conselho para Missão Mundial.